# 君と歩いた青春 (太田裕美のアルバム)
『君と歩いた青春』（きみとあるいたせいしゅん）は、1981年に発表された太田裕美の15枚目のアルバム。1998年にCD化された。

## 解説
- 翌年、休業をして渡米をする。その前に発表されたアルバム。
- 『12ページの詩集』（1976）にも収録された、風の伊勢正三提供の楽曲「君と歩いた青春」が、シングルとして再録音され発売されており、アルバムに収録され、タイトルにもなった。それ以外の9曲は、すべて太田裕美が作曲。それまで7年間の活動でゆかりの深い作詞家たち（本人含む）が詩を提供。
- 休業を控え、「もうこのまま帰ってこないかも」と思うこともあり、これまでの総決算という感じで、いつも心残りがないように、きちんとした形を残すように心がけて制作されたと語っている。[1]

## 収録曲
1. セカンド・ラン －二番館興業－
  - 作詩：小此野木七枝子、作曲：太田裕美、編曲：萩田光雄
2. 雪・一信
  - 作詩：ちあき哲也、作曲：太田裕美、編曲：大村雅朗
3. くちぐせ
  - 作詩：山川啓介、作曲：太田裕美、編曲：萩田光雄
4. しあわせあそび
  - 作詩：来生えつこ、作曲：太田裕美、編曲：萩田光雄
5. あなたのそばに･･･
  - 作詩・作曲：太田裕美、編曲：大村雅朗
6. 君と歩いた青春
  - 作詩・作曲：伊勢正三、編曲：萩田光雄
  - オリジナル歌唱：風
  - ・21枚目のシングル。『12ページの詩集』に収録された曲を新たに録音された。
7. Smile
  - 作詩：岡本おさみ、作曲：太田裕美、編曲：大村雅朗
8. 時間列車
  - 作詩：岡田冨美子、作曲：太田裕美、編曲：萩田光雄
9. 恋はミステリー
  - 作詩：KURO、作曲：太田裕美、編曲：萩田光雄
10. サヨナラの岸辺
  - 作詩：松本隆、作曲：太田裕美、編曲：大村雅朗